# Porta San Paolo
La Porta San Paolo è una delle porte meridionali delle Mura aureliane a Roma, ed è tra le più imponenti e meglio conservate tra le porte originali dell'intera cerchia muraria.

## Storia
Ad oriente e ad occidente della Piramide Cestia furono costruite due porte che davano il passo alla via Ostiense, e ad una sua biforcazione tracciata nell'immediato esterno delle mura. La duplicazione dell'asse stradale e quindi degli ingressi urbani era stata resa necessaria dall'intensità dei traffici tra Roma e il porto di Ostia. Quasi come un immenso spartitraffico la piramide divideva l'ingresso orientale, che dava origine al vicus portae Radusculanee fino alla sommità dell'Aventino, da quello occidentale che dava il passo alla vera via Ostiense verso i granai della "Marmorata" lungo le sponde del Tevere. Quest'ultima fu edificata come una piccola porta ma venne chiusa presto sia per la crescita d'importanza del porto di Fiumicino, sia perché i granai del Tevere erano meglio collegati tramite la via Portuense. Fu demolita solo nel 1888, e ne resta soltanto una descrizione del Lanciani: "essa misura m 3,60 di luce, ed ha le spalle murate con massi di travertino grossi m 0,67. I battenti della porta sono formati da cornici intagliate, poste verticalmente, la soglia monolita di travertino è lunga oltre a m 4 e si trova nell'istesso piano della piramide."
Il nome originale della porta superstite era Porta Ostiensis, perché da lì iniziava, e tuttora inizia, la via Ostiense, la strada che collega Roma ad Ostia e quindi al suo antico porto.

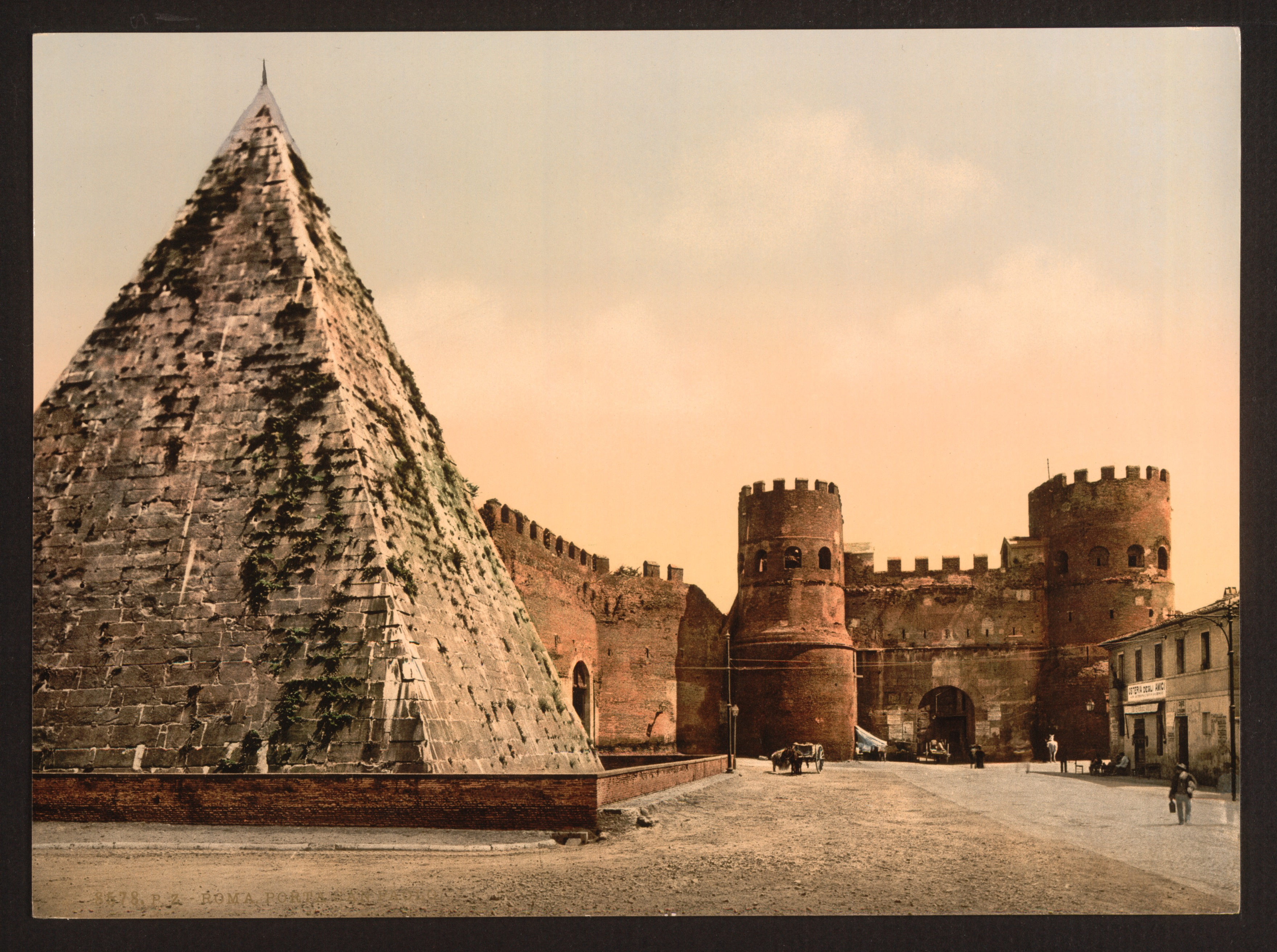
Porta San Paolo tra il 1890 e il 1900

Con la perdita d'importanza del porto di Ostia anche il ruolo preminente della porta venne meno finché, coinvolta in quel processo di cristianizzazione di tante altre porte romane, fu ribattezzata col nome attuale di Porta San Paolo, perché era l'uscita per la Basilica di San Paolo fuori le mura, che aveva ormai ereditato l'importanza che fino a qualche secolo prima era del porto. Di conseguenza, non era più necessario mantenere i due fornici che, anzi, in caso di pericolo esterno avrebbero comportato una notevole difficoltà difensiva. Quando pertanto, tra il 401 e il 403, l'imperatore Onorio ristrutturò buona parte delle mura e delle porte, provvide anche, come in quasi tutti gli altri interventi, a ridurre ad uno solo i fornici d'ingresso (ma non per la controporta), demolendo la parte centrale e ricostruendola con una sola arcata (ad un livello circa un metro più alto della precedente), ed a fornire la facciata di un attico con una fila di finestre ad arco per dar luce alla camera di manovra. Con l'occasione rinforzò le due torri rialzandole e munendole di merli e finestre. La solita lapide commemorativa dei lavori, che Onorio ha lasciato su ogni intervento effettuato sulle mura o sulle porte, sembra fosse presente almeno fino al 1430, ma alcuni studiosi ritengono che l'intervento possa essere di almeno un secolo posteriore.
Nel 549 gli Ostrogoti di Totila riuscirono da qui a penetrare nella città a causa del tradimento della guarnigione, che lasciò la porta aperta.
Già dal V secolo e almeno fino al XV, è attestato come prassi normale l'istituto della concessione in appalto o della vendita a privati delle porte cittadine e della riscossione del pedaggio per il relativo transito. In un documento del 1467 è riportato un bando che specifica le modalità di vendita all'asta delle porte cittadine per un periodo di un anno. Da un documento del 1474 apprendiamo che il prezzo d'appalto per la porta “S.Paulo” era pari a ”fiorini 49, bol. 19, den. 8 per sextaria” (“rata semestrale”); si trattava di un prezzo non altissimo, e a quell'epoca ormai anche il traffico cittadino per la porta non doveva essere più come una volta, sufficiente comunque per poter assicurare un congruo guadagno al compratore. Guadagno che era regolamentato da precise tabelle che riguardavano la tariffa di ogni tipo di merce, ma che era abbondantemente arrotondato da abusi di vario genere, a giudicare dalla quantità di gride, editti e minacce che venivano emessi.
All'interno del "Castelletto" - la controporta che sembra una piccola fortificazione - è attualmente ospitato il Museo della Via Ostiense, con ricostruzioni dei porti di Ostia e dei monumenti ritrovati lungo la "via Ostiensis".

### La battaglia del 10 settembre 1943
Il 10 settembre 1943, Porta San Paolo fu teatro dell'ultimo tentativo dell'esercito italiano di evitare l'occupazione tedesca di Roma.

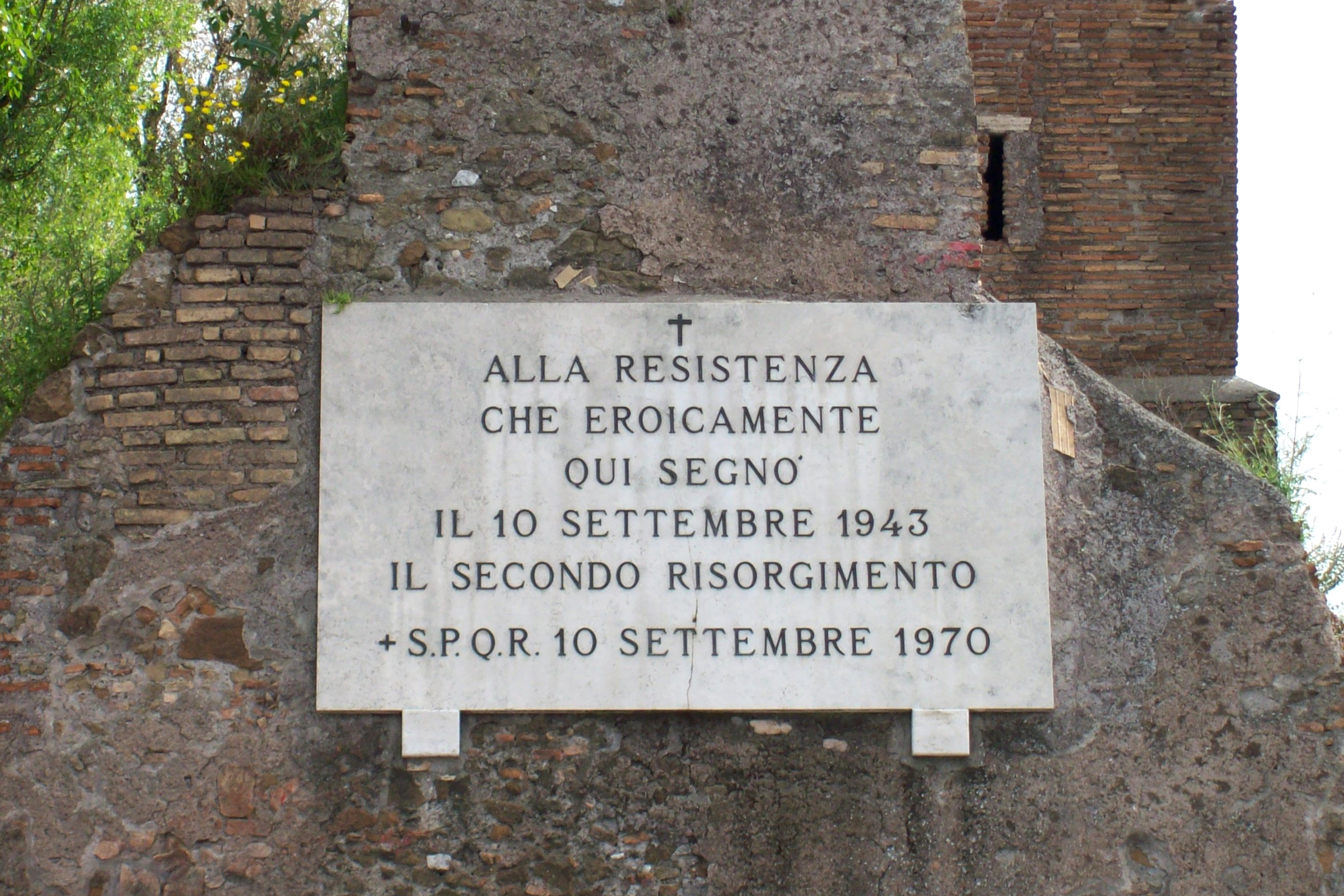
Targa commemorativa della battaglia posta dal Comune di Roma (1970)

La sera del 9, la 21ª Divisione fanteria "Granatieri di Sardegna" si spostò verso il centro, ingaggiando duri combattimenti sulla via Laurentina (località Tre Fontane), attorno alla Collina dell'Esposizione (attuale quartiere EUR) e al Forte Ostiense. Le truppe tedesche marciarono sulla via Ostiense, verso il cuore di Roma.
Nonostante la schiacciante superiorità numerica e d'armamento del nemico le mura di Porta San Paolo divennero un baluardo difensivo della resistenza, protette da barricate e carcasse di veicoli. I granatieri si batterono anche qui con coraggio, insieme ai numerosi civili accorsi.
Giunsero in aiuto dei Granatieri di Sardegna reparti della legione territoriale Carabinieri di Roma, il Reggimento Lancieri di Montebello, il I squadrone del Reggimento Genova Cavalleria, alcuni reparti della divisione Sassari, lo squadrone guidato dal tenente Maurizio Giglio, paracadutisti degli Arditi Distruttori della Regia Aeronautica e moltissimi civili armati alla meglio. Tra i resistenti anche il pilota aviatore Eugenio Vicentini, che divenne partigiano e dopo la Liberazione fu insignito della medaglia d'oro al valor militare.
A fianco dei granatieri trovò la morte Maurizio Cecati, diciassettenne. Fu forse il primo caduto nella lotta di Liberazione a cui venne riconosciuta la qualifica di partigiano; sarà decorato di croce al merito di guerra al V.M. alla memoria.
L'azionista Vincenzo Baldazzi, insieme ad alcuni volontari, si attestò sin dall'alba nei pressi della piramide Cestia, sul lato destro di porta San Paolo, fra piazza Vittorio Bottego e il mattatoio. Qui, all'altezza di via delle Conce, due civili della formazione, con armi anticarro, distrussero due carri armati tedeschi. Sandro Pertini si pose a capo di uno dei primi gruppi combattenti della Resistenza, anche utilizzando come munizioni delle pietre. Con lui combatterono il futuro ministro Mario Zagari, il sindacalista Bruno Buozzi, Giuseppe Gracceva e il medico del carcere di Regina Coeli Alfredo Monaco.
Presero parte ai combattimenti Romualdo Chiesa, Alcide Moretti e Adriano Ossicini del movimento dei cattolici comunisti; Fabrizio Onofri del PCI e gli studenti Mario Fiorentini e Marisa Musu, futuri gappisti. Sabato Martelli Castaldi e Roberto Lordi, entrambi generali di brigata aerea in congedo, giunsero a porta San Paolo armati di due fucili da caccia. Faranno entrambi parte della Resistenza.
Intorno alle 12:30 circa accorse sulla linea del fuoco, in abito civile e sommariamente armato, l'azionista Raffaele Persichetti, insegnante, ufficiale dei granatieri in congedo da appena una settimana, per schierarsi al comando di un drappello rimasto senza guida. Verso le ore 14:00, armato di moschetto e con le cartucce sull'abito civile, fu costretto a indietreggiare all'inizio di viale Giotto, ferito.
Porta San Paolo fu oltrepassata dai tedeschi alle ore 17:00. Il sottotenente Enzo Fioritto, al comando di un plotone di carristi, effettuò un estremo tentativo di arrestare l'avanzata dal lato di viale Giotto, ma cadde colpito da una granata in Viale Baccelli. In Viale Giotto perse la vita combattendo anche Persichetti, come da testimonianza di Maria Teresa Regard, studentessa iscritta al Partito comunista e futura gappista, accorsa per fornire vettovaglie ai combattenti insieme ad altre donne. A Persichetti, caduto a 28 anni, sarà conferita la medaglia d'oro al V.M. alla memoria e gli verrà dedicata la via a fianco di Porta San Paolo.
Il drappello dei superstiti del movimento dei cattolici comunisti fu guidato da Adriano Ossicini attraverso il cimitero acattolico, sino al Campo Testaccio, dove la formazione si sciolse.
L'accordo della resa di Roma era già stato firmato alle ore 16:00 dal generale Giorgio Carlo Calvi di Bergolo, mentre i combattimenti ancora infuriavano.

## Struttura

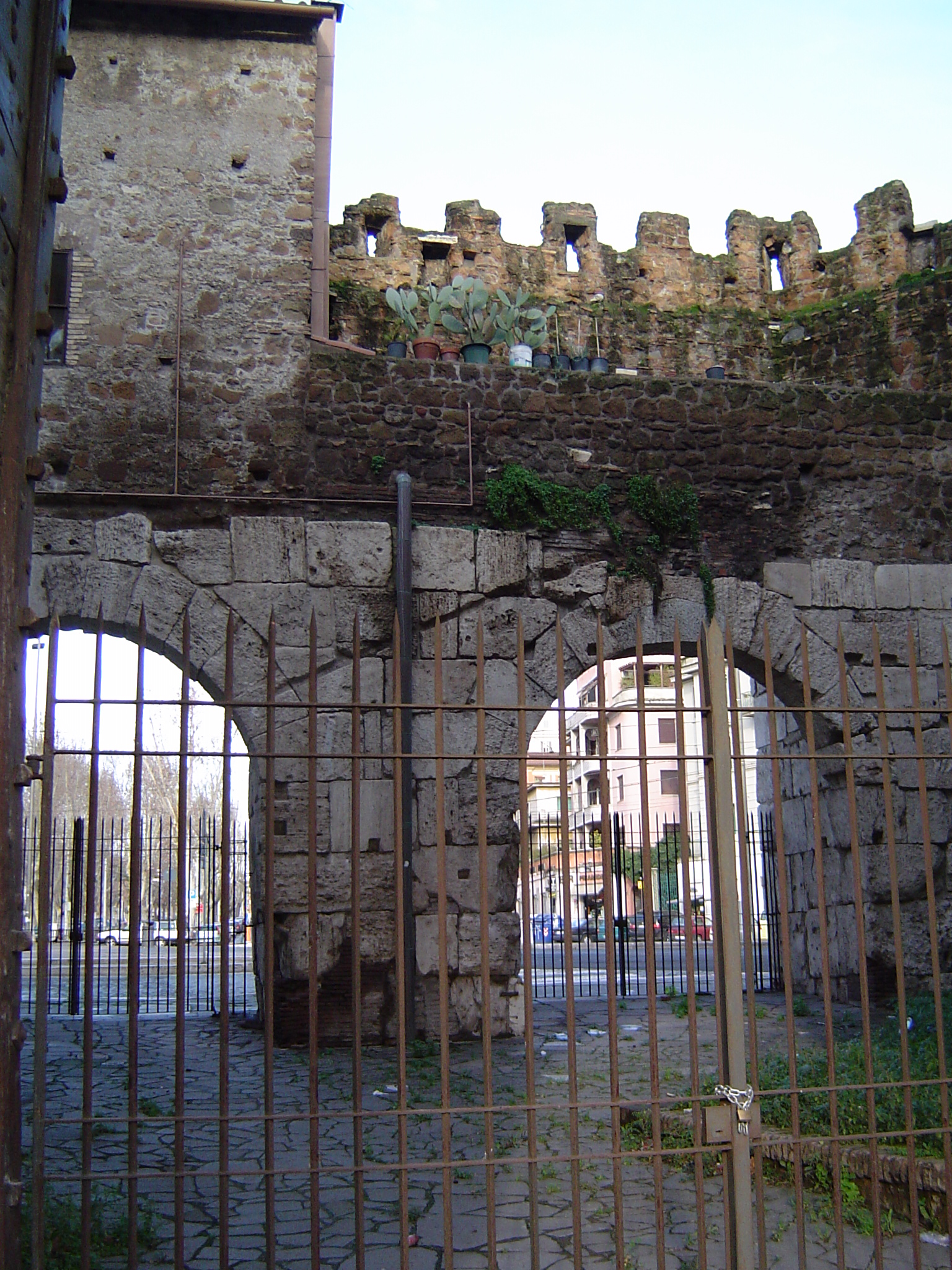
Lato interno

La struttura, in travertino, è fiancheggiata da due torri a base semicircolare (a ferro di cavallo) ed aveva originariamente due fornici. Sul lato interno della struttura Massenzio, all'inizio del IV secolo, ne edificò un'altra con funzione di controporta (l'unica controporta delle mura aureliane interamente conservata), sempre a due fornici in travertino, collegata alla precedente da due muri chiusi a tenaglia a formare una sorta di piccola fortificazione, chiamata "Castelletto". all'interno del quale doveva trovar posto sia la guarnigione militare che la stazione dei gabellieri per la riscossione del pedaggio sulle merci in entrata e in uscita. La base delle torri, infatti, per poter offrire una valida resistenza ad eventuali attacchi da parte di macchine da guerra, doveva essere in muratura piena e non poteva quindi ospitare vasti ambienti.
Di certo gli interventi hanno comunque reso l'intera struttura asimmetrica, irregolare e architettonicamente squilibrata, con il fornice esterno non in linea con quelli interni, le torri poco più alte della facciata e, in generale, dimensioni piuttosto sproporzionate.
All'altezza della controporta, sul lato orientale, in corrispondenza dell'attuale via R. Persichetti doveva trovarsi una posterula, di cui però non rimane nulla perché quel punto venne devastato nel 1943 in occasione di un bombardamento aereo.
Una strana particolarità della controporta, unica in tutta Roma, è che la chiusura era verso la città anziché, come normalmente accadeva, verso l'interno della struttura. Soprattutto in epoca medievale, infatti, quando i nemici esterni rappresentavano un pericolo paragonabile a quello delle fazioni armate interne alla città, la porta doveva rappresentare una sorta di piccola fortezza per una guarnigione armata che, all'occorrenza, avrebbe potuto rinchiudersi all'interno. Nel caso del "Castelletto" della Porta San Paolo, invece, i battenti erano posizionati in modo da poter offrire un doppio ostacolo solo per eventuali aggressori esterni. La circostanza risulta ancora più strana se si considera che la porta ha subito anche diversi attacchi proprio dall'interno, soprattutto nel 1410. In quell'anno la città era ormai in mano al re Ladislao I di Napoli e i tre papi si combattevano per ottenere il riconoscimento ufficiale, spalleggiati dalle più potenti famiglie romane in lotta quindi fra loro, prima guelfe e che per l'occasione cambiarono bandiera diventando ghibelline; il popolo romano, in preda alla più totale anarchia, al seguito degli Orsini, sostenitori dell'antipapa Alessandro V, fu protagonista di diversi violenti scontri lungo le mura, culminati nell'attacco alla guarnigione napoletana asserragliata proprio nella porta San Paolo e nel bastione predisposto intorno alla vicina piramide di Caio Cestio. L'8 gennaio, dopo tre giorni di assedio, Porta San Paolo cadde insieme alla Porta Appia, seguite, a un mese di distanza, dalla Tiburtina e dalla Prenestina, lasciando via libera all'ingresso trionfale in Roma del nuovo papa.
Sulla torre orientale è presente un'iscrizione a memoria dei lavori che Benedetto XIV effettuò dal 1749 per il restauro di tutta la cinta muraria da qui fino a Porta Flaminia, ma intorno al 1920 la porta fu isolata dalle mura Aureliane per agevolare il traffico dell'area adiacente sul lato orientale ed in seguito, a causa di un bombardamento durante la seconda guerra mondiale, andò distrutto anche il tratto di mura occidentale, che la collegavano alla piramide Cestia. Sui resti di questo tratto sono oggi visibili quattro lapidi di epoca recente, due a ricordo dei fatti avvenuti il 10 settembre 1943, due giorni dopo l'annuncio dell'armistizio tra l'Italia e gli Alleati, quando truppe italiane e civili, tra cui molte donne, cercarono di impedire l'occupazione nazista di Roma, pagando con 570 caduti, una a ricordo dello sbarco di Anzio del 4 giugno 1944 e l'ultima in memoria dei Caduti della Resistenza e del terrorismo.

## Collegamenti
|  | È raggiungibile dalla stazione Roma Porta San Paolo. |

 Fermata tram